# Bryce Young
Bryce Christopher Young (Filadelfia, 25 luglio 2001) è un giocatore di football americano statunitense che milita nel ruolo di quarterback per i Carolina Panthers della National Football League. Nel 2021 ha vinto l'Heisman Trophy, il massimo riconoscimento nel football universitario. Fu scelto come primo assoluto nel Draft NFL 2023 dai Carolina Panthers.

## Carriera universitaria

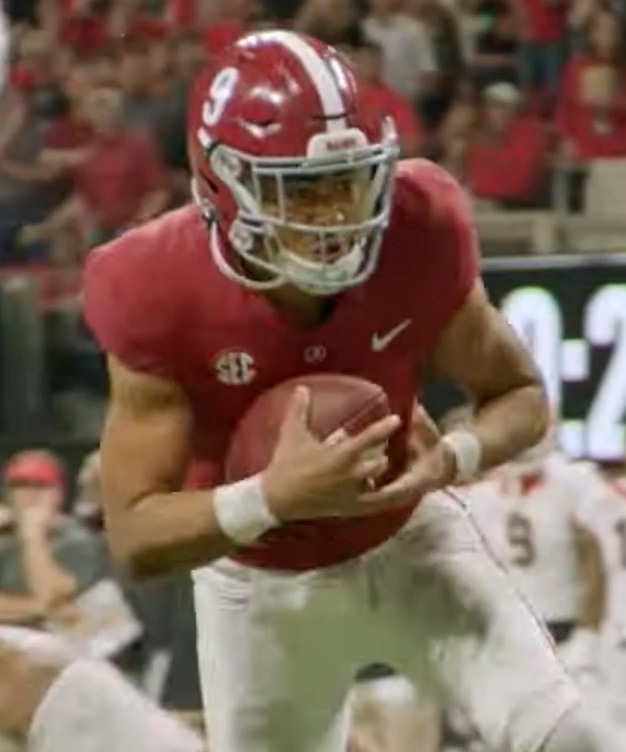
Young nel 2021 con i Crimson Tide

Young, originario di Filadelfia in Pennsylvania, si trasferì a Pasadena in California, dove cominciò a giocare a football prima nella Cathedral High School di Los Angeles e poi alla Mater Dei High School di Santa Ana. Valutato come uno dei migliori prospetti per il college football, primo tra i quarterback e secondo complessivamente, inizialmente, tra le varie offerte ricevute, aveva scelto di andare a giocare alla USC ma infine optò per l'Università dell'Alabama con i Crimson Tide che militano nella Southeastern Conference (SEC) della Divisione I della Football Bowl Subdivision (FBS) della NCAA.
Nel corso della sua prima stagione ad Alabama, il 2020, Young fu la riserva del quarterback Mac Jones, che sarebbe passato ai professionisti l'anno successivo. Il 26 settembre 2020 debuttò nel terzo quarto contro Missouri al Faurot Field, completando 5 passaggi su 8 tentativi per 54 yard. Concluse la stagione con 9 presenze, nessuna da titolare, con 156 yard passate e un touchdown.
Nella stagione successiva Young divenne il quarterback titolare dei Crimson Tide, debuttando il 4 settembre 2021 nella vittoria 44-13 su Miami dove passò 344 yard e quattro touchdown. Il 30 novembre contro Arkansas passò un record dell'istituto di 559 yard. L'11 dicembre 2021 Young fu premiato con l'Heisman Trophy davanti ad Aidan Hutchinson, il primo quarterback di Alabama ad aggiudicarsi tale riconoscimento. Inoltre Young fu premiato come l'Associated Press Player of the Year, vinse il Davey O'Brien Award, il Manning Award, il Maxwell Award, nonché riconosciuto il SEC Offensive Player of the Year e un Consensus All-American. Complessivamente Young terminò la stagione con 4.872 yard passate, 47 touchdown passati, sette intercetti e tre touchdown su corsa in 15 presenze tutte da titolare, risultando il primo in stagione dei quarterback della SEC per yard e touchdown passati.
Young iniziò la sua terza stagione lanciando per 195 yard e cinque touchdown più cinque corse per 100 yard e un touchdown su corsa nella vittoria 55-0 contro Utah State. Guidò i Crimson Tide ad un record 11-2, compresa una vittoria per 45–20 su Kansas State nel Sugar Bowl nel dicembre 2022. Arrivò sesto nella classifica dell'Heisman Trophy. Terminò l'annata con 3.328 yard lanciate, 32 touchdown passati, 5 intercetti, 49 corse per 185 yard e quattro touchdown su corsa in 12 presenze.
Il 2 gennaio 2023 Young annunciò la sua decisione di passare tra i professionisti.
Premi e riconoscimenti
- Heisman Trophy (2021)
- Maxwell Award (2021)
- Davey O'Brien Award (2021)
- Manning Award (2021)
- Associated Press College Football Player of the Year (2021)
- Consensus All-American (2021)
- SEC Offensive Player of the Year (2021)
- First-Team All-SEC (2021)

Statistiche al college
| 2020   | Alabama | FBS Div. I | SEC    | 9  | 0  | 13  | 22  | 59,1 | 156   | 7,1 | 1  | 0  | 133,7 | 9   | -23 | -2,6 | 12 | 0 | 6  | 42  | 2 | 2 |
| 2021   | Alabama | FBS Div. I | SEC    | 15 | 15 | 366 | 547 | 66,9 | 4.872 | 8,9 | 47 | 7  | 167,5 | 81  | 0   | 0,0  | 16 | 3 | 39 | 273 | 6 | 3 |
| 2022   | Alabama | FBS Div. I | SEC    | 12 | 12 | 245 | 380 | 64,5 | 3.328 | 8,8 | 32 | 5  | 163,2 | 49  | 185 | 3,8  | 63 | 4 | 18 | 128 | 1 | 0 |
| Totale | Totale  | Totale     | Totale | 36 | 27 | 624 | 949 | 65,8 | 8.356 | 8,8 | 80 | 12 | 165,0 | 139 | 162 | 1,2  | 63 | 7 | 63 | 443 | 9 | 5 |

Fonte: Football Database

## Carriera professionistica
Young era considerato dagli analisti una delle prime tre scelte del Draft NFL 2023. Prima del draft Young fece visite con i Carolina Panthers (squadra con la 1ª scelta assoluta), con gli Houston Texans (2ª scelta assoluta) e con i Las Vegas Raiders (7ª scelta assoluta) cancellando poi le visite programmate con altre squadre, decisione interpretata dagli analisti come certezza da parte di Young di essere selezionato con una delle primissime scelte.
Il 27 aprile fu scelto come primo assoluto dai Panthers.

### Carolina Panthers
Il 21 luglio 2023 Young firmò il suo contratto da rookie con i Panthers: un accordo quadriennale da 37,9 milioni di dollari, totalmente garantiti, comprensivi di un bonus alla firma di 24,6 milioni e con un'opzione di rinnovo per un quinto anno.

#### Stagione 2023

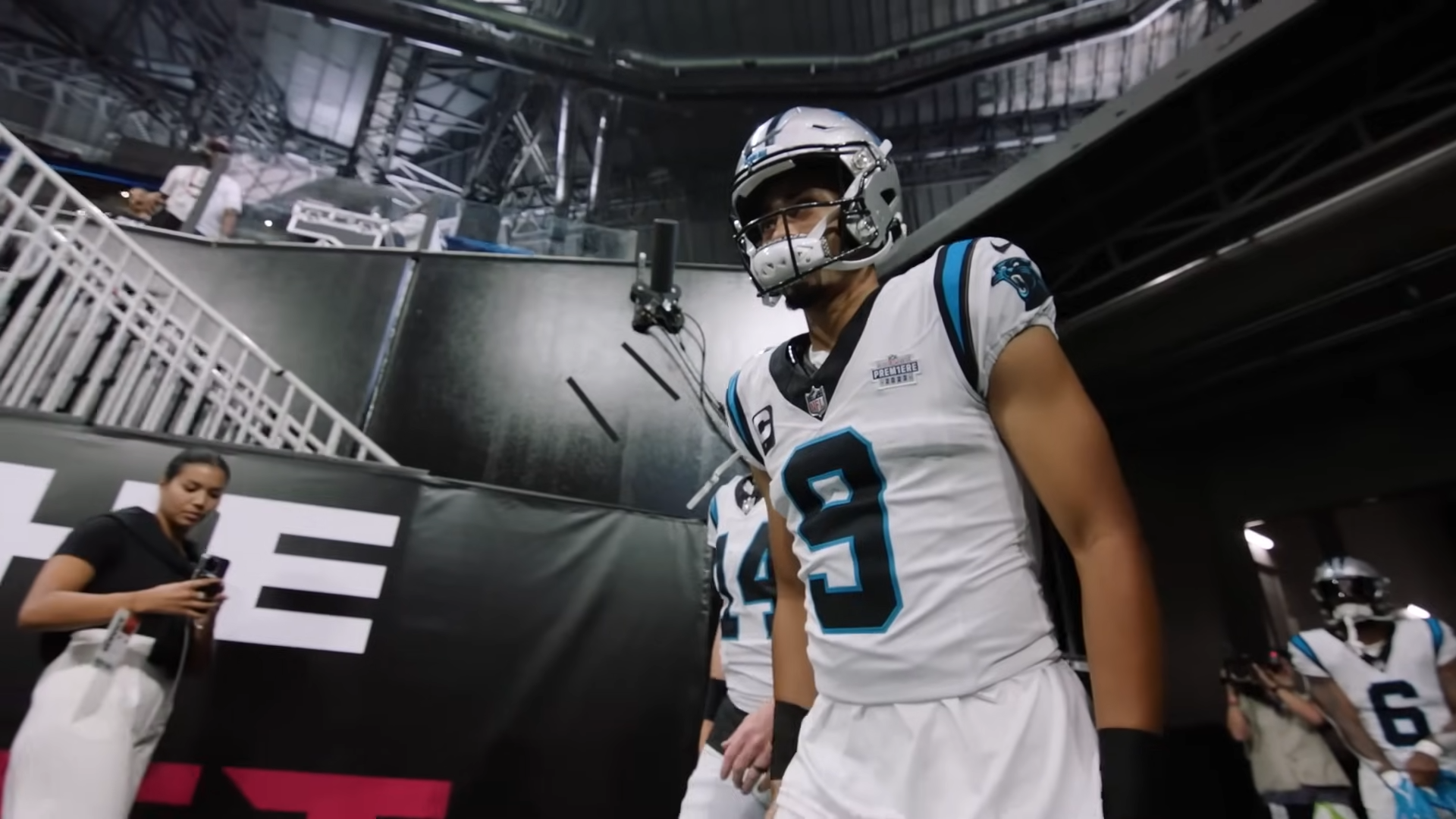
Young nel 2023

Il 26 luglio 2023 Young fu nominato dal capo-allenatore dei Panthers Frank Reich quarterback titolare per la stagione. Debuttò come professionista nella gara del campionato primo turno persa contro gli Atlanta Falcons in cui completó 20 passaggi su 38 tentativi per 146 yard, un touchdown e due intercetti. Nel terzo turno non poté scendere in campo a causa di un infortunio a una spalla. Tornò in campo la settimana successiva contro i Minnesota Vikings in cui passò 204 yard nella quarta sconfitta dei Panthers in altrettante partite.
La prima vittoria giunse nell'ottavo turno a spese degli Houston Texans nella sfida con C.J. Stroud tra i due quarterback scelti come primi assoluti nel 2023. Young terminò la partita con 235 yard passate e un touchdown per Tommy Tremble in quella che fu la sua prima partita con un passer rating di almeno 100. La seconda vittoria fu nel quindicesimo turno quando Young guidò il drive finale da 95 yard nell'acquazzone di Charlotte, concluso con il field goal del 9-7 definitivo sugli Atlanta Falcons. La settimana successiva stabilì i propri primati stagionali in yard passate (312), yard medie per tentativo (8,9) e passer rating (113,0) nella sconfitta di misura contro i Green Bay Packers. Nelle ultime due partite i Panthers non segnarono alcun punto, terminando con il peggior record della NFL, 2-15. Young chiuse una stagione avara di soddisfazioni con 2.877 yard passate, 11 touchdown e 10 intercetti subiti. I suoi 62 sack subiti furono il secondo peggior risultato della NFL.

#### Stagione 2024
Atteso a fare un salto di qualità prima dell'inizio della stagione 2024, Young ebbe una partenza molto difficoltosa nel primo turno, completando 13 passaggi su 30 per 161 yard e due intercetti, incluso uno nel primo passaggio tentato dell'anno, nella netta sconfitta con i New Orleans Saints per 47-10. Dopo un'altra prestazione negativa nel secondo turno, la sconfitta 3-26 subita dai Los Angeles Chargers in cui lanciò 84 yard (il minimo in carriera) e un intercetto, i Panthers il 16 settembre nominarono quarterback titolare il veterano Andy Dalton per la gara della settimana 3. Dopo aver giocato solo qualche snap nelle gare di settimana 5 e 7, il 23 ottobre 2024 Young fu rinominato titolare per la gara dell'ottavo turno contro i Denver Broncos, visto l'infortunio ad un pollice occorso a Dalton durante un incidente automobilistico. In quella partita mostrò cattivi lanci ed errori mentali, terminando con 224 yard passate, 2 touchdown e 2 intercetti nella sconfitta con i Denver Broncos. Con Dalton ancora limitato per i postumi dell'infortunio al pollice, Young fu confermato titolare anche per la gara del turno successivo contro i New Orleans Saints. In quella partita guidò Carolina alla seconda vittoria stagionale, mostrando qualche miglioramento e terminando con 16 passaggi completati su 26 per 171 yard, un touchdown e un intercetto. Nel turno successivo vinse la prima volta due gare consecutive battendo i New York Giants con 126 yard passate e un touchdown. Sette giorni dopo disputò una prova positiva, completando 21 passaggi su 35 per 263 yard e un touchdown, con i Panthers che diedero del filo da torcere ai Kansas City Chiefs bicampioni in carica, ma alla fine uscirono sconfitti per 30-27.
Nella settimana 16 Young stabilì la sua nuova corsa più lunga in carriera, 34 yard, seguita poco dopo da una da 23 yard in touchdown. La sua partita si chiuse con 158 yard e 2 touchdown passati nella vittoria ai tempi supplementari contro gli Arizona Cardinals. Nell'ultimo turno disputò la miglior prova stagionale completando 25 passaggi su 34 per 251 yard, 3 touchdown passati e 2 segnati su corsa nella vittoria sui Falcons.

## Statistiche

### Stagione regolare
| 2023   | CAR    | 16 | 16 | 315 | 517 | 59,8 | 2 877 | 5,5 | 11 | 10 | 73,7 | 39 | 253 | 6,5 | 0 | 62 | 477 | 11 | 6 | 2-14-0 |
| 2024   | CAR    | 4  | 2  | 37  | 65  | 56,9 | 299   | 4,6 | 0  | 3  | 49,5 | 6  | 26  | 4,3 | 1 | 7  | 43  | 0  | 0 | 0-2-0  |
| Totale | Totale | 20 | 18 | 352 | 592 | 59,5 | 3 176 | 5,4 | 11 | 13 | 71,0 | 45 | 279 | 6,2 | 1 | 69 | 520 | 11 | 6 | 2-16-0 |

Fonte: Pro Football Reference

     leader della lega — Statistiche aggiornate alla settimana 7 della stagione 2024